# Inundaciones y deslizamientos de tierra en Brasil en 2020
Las inundaciones y deslizamientos de tierra en Brasil, fueron hechos ocurridos del 17 al 29 de enero de 2020, por fuertes lluvias en la región sureste de Brasil, más exacto, en los estados de Minas Gerais, Espírito Santo y Río de Janeiro, estando asociados a la Tormenta Subtropical Kurumí.
La capital del estado de Minas Gerais, Belo Horizonte, informó que se trataba de las precipitaciones más altas en más de 110 años. Al 30 de enero de 2020, al menos 70 personas han muerto, 18 siguen desaparecidas y se estima que entre 30.000 y 46.500 personas han sido desplazadas de sus hogares. La inundación coincidió con el primer aniversario de la rotura de la presa de Brumadinho en 2019, que mató a 270 personas.

## Inundaciones
| Municipios con muertes Municipios en estado de emergencia Municipios con personas sin hogar, desaparecidas o enterradas Municipios con daños en infraestructura Municipios no afectados |

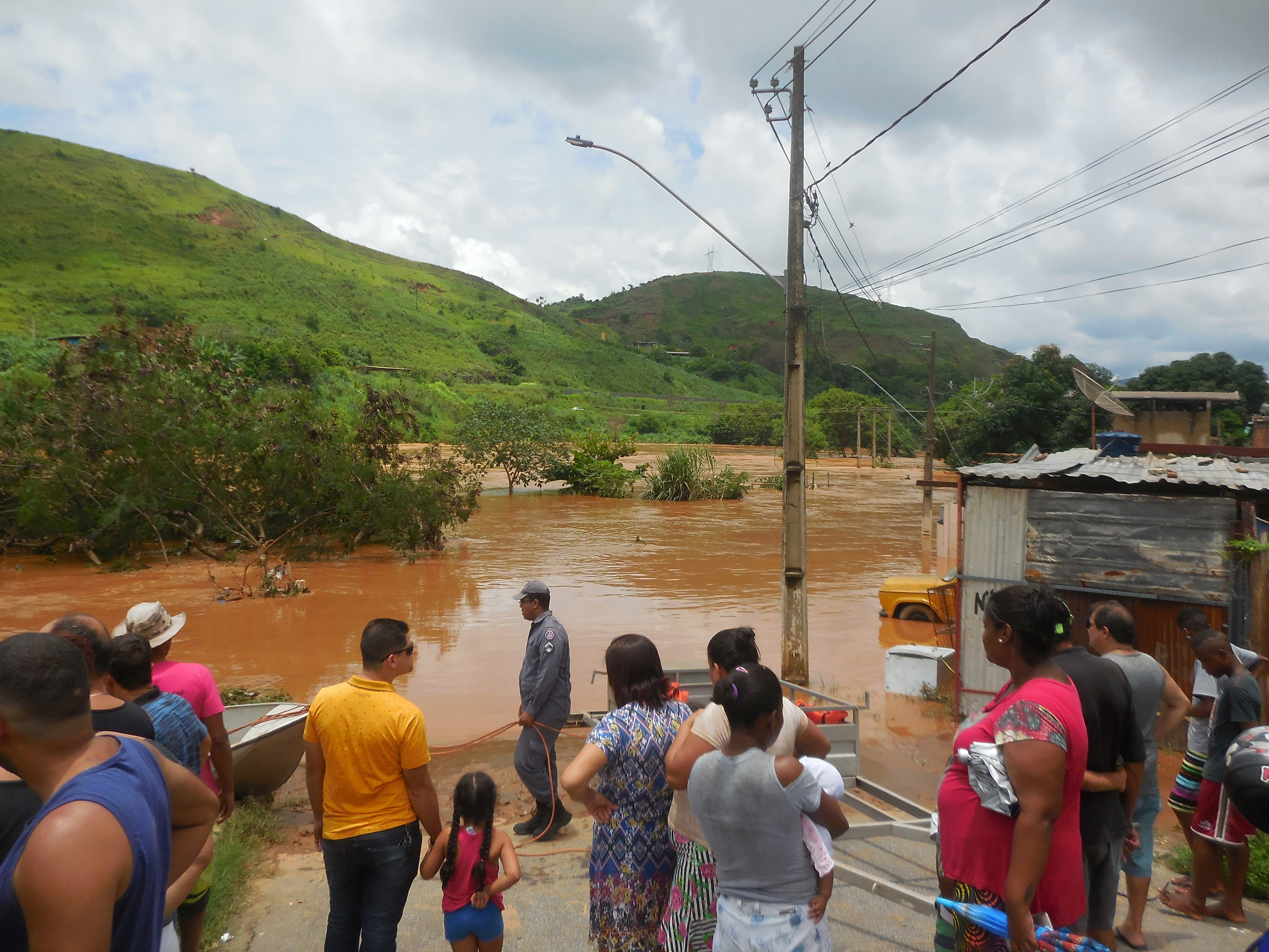
Inundaciones y deslizamientos de tierra en Minas Gerais, Brasil.

Mapa de fuertes precipitaciones en Espírito Santo en 2020, con base en datos de la Defensa Civil del Estado de Espírito Santo.
Municipios con muertes
Municipios en estado de emergencia
Municipios con personas sin hogar, desaparecidas o enterradas
Municipios con daños en infraestructura
Municipios no afectados

Las fuertes lluvias comenzaron el 17 de enero de 2020 y provocaron inundaciones relámpago y corrimientos de tierra en el sureste de Brasil, que inundaron muchas casas y barrios. Esto se informó principalmente en los estados de Minas Gerais, Espírito Santo y Río de Janeiro. El 27 de enero de 2020, la lluvia se había reducido en gran medida, pero se esperaba que continuará durante toda la semana. En el estado de Minas Gerais, más de 15.000 personas fueron evacuadas como resultado de las fuertes lluvias y las posteriores inundaciones. 10.000 personas fueron evacuadas de Espírito Santo junto con 6.000 personas de Río de Janeiro. La ciudad de Belo Horizonte registró 171 milímetros (6,7 pulgadas) de lluvia en un período de 24 horas del 23 al 24 de enero; esta fue la medición más alta de este tipo en 110 años. El 29 de enero se informó de inundaciones en la ciudad que provocaron el colapso del techo de un centro comercial.
Surgieron informes de varios puentes derrumbados y carreteras dañadas en zonas rurales de Minas Gerais. Más de 100 ciudades en los tres estados declararon estado de emergencia. El presidente de Brasil, Jair Bolsonaro, anunció el despliegue de las Fuerzas Armadas brasileñas en las regiones afectadas. El gobernador de Minas Gerais, Romeu Zema, afirmó que las zonas más afectadas se encontraban en zonas donde "la gente vivía en viviendas informales y precarias". El gobierno federal brasileño asignó 20 millones de dólares para esfuerzos de socorro en las regiones afectadas, mientras que el gobierno estatal de Minas Gerais asignó hasta 80 millones de dólares. La ONU ofreció su asistencia y apoyo al gobierno brasileño. El 30 de enero, el presidente Bolsonaro visitó las zonas afectadas de Minas Gerais. Según los agricultores, los grandes campos de café de Minas Gerais no se han visto afectados en gran medida por las inundaciones. Brasil es el mayor productor de café del mundo. La localidad de Sabará estableció puntos de vacunación contra la hepatitis A y el tétanos en la ciudad, que fue fuertemente afectada por las inundaciones.
Las fuertes lluvias continuaron durante febrero y se extendieron hacia partes del país vecino Paraguay. Las regiones meridionales brasileñas de Paraná, São Paulo y Mato Grosso del Sur tuvieron los mayores riesgos de inundaciones.